# Pál Dárdai (fotbalista, 1951)
Pál Dárdai (9. května 1951 – 8. prosince 2017) byl maďarský fotbalista a trenér.

## Hráčská kariéra
Poté, co hrál za Véménd jako mladík, začal svou seniorskou kariéru jako záložník v Honvéd Steinmetz. V roce 1972 přestoupil do Komlói Bányász, kde strávil dvě sezóny, než v roce 1974 přestoupil do Pécsi MFC, kde hrál také v Nemzeti Bajnokság I. Za Pécsi hrál více než deset let, odehrál 284 ligových zápasů a vstřelil 67 gólů. Maďarsko opustil během zimní přestávky a přestoupil do FK Vojvodina Novi Sad v jugoslávské první lize, kde hrál spolu se svým krajanem Jánosem Borsem. V sezóně 1988/89 měl krátké angažmá v Pécsi MFC a Beremendi Építők, než odešel do důchodu.

## Trenérská kariéra
Pál Dárdai, po skončení své hráčské kariéry, se stal trenérem. Trénoval řadu maďarských klubů.

## Osobní život
Byl otcem bývalého maďarského mezinárodního fotbalisty a pozdějšího trenéra Pála Dárdaie a dědečkem Palkó, Mártona a Bence Dárdaie.
Dne 20. července 2002 zemřel Dardaiův druhý syn, Balázs Dárdai, záložník FC Barcs, ve věku 23 let během sobotního turnaje poté, co mu praskla tepna, když skákal pro míč. Pál Dárdai vše sledoval jako trenér FC Barcs.
Dne 8. prosince 2017 byla oznámena Dárdaiova smrt.